# District d'Itano
Le district d'Itano (板野郡, Itano-gun) est un district situé dans la préfecture de Tokushima, au Japon.

## Géographie

### Démographie
Selon une estimation du 1er décembre 2011, la population du district d'Itano était de 97 507 habitants répartis sur une superficie de 109,67 km2 (densité de population de 889 hab./km2).

### Divisions administratives
Le district d'Itano est constitué de cinq bourgs :
- Aizumi ;
- Itano ;
- Kamiita ;
- Kitajima ;
- Matsushige.